# Грузино (станция)
Гру́зино — железнодорожная станция Приозерского направления Октябрьской железной дороги.

## История
Название происходит от протекающей рядом со станцией реки Грузинка.
Станция открыта в 1917 году для обслуживания расположенной рядом деревни Куйвози.
Во время гражданской войны, 25 октября 1919 года, в бою с отрядом Северо-Ингерманландского полка под командованием подполковника Юрьё Эльфенгрена, вблизи станции Грузино, был убит Иустин Петрович Жук, член военного совета карельского участка фронта.
В 1925 году станция Грузино была центром Куйвозовской волости Ленинградского уезда, с населением 15 331 человек, 22 сельсоветами и 99 деревнями.
Согласно переписи населения СССР 1926 года:

ГРУЗИНО — ж.-д. станция в Куйвозовском сельсовете, 4 хозяйства, 18 душ.

Из них: русских — 3 хозяйства, 14 душ (9 м. п. и 5 ж. п.); суоми — 1 хозяйство, 4 души (1 м. п. и 3 ж. п.).(1926 год)

В мае-июле 1936 года через станцию Грузино производилась массовая депортация ингерманландцев, проживавших в Токсовском финском национальном районе. Всего было депортировано около 20 000 человек.
В 1958 году население посёлка при станции Грузино составляло 127 человек.
Решением облисполкома № 189 от 16 мая 1988 года, находящаяся у станции Грузино братская могила советских воинов, погибших в борьбе с фашистами, признана памятником истории.

## Описание
На станции останавливаются практически все электропоезда, кроме электропоездов повышенной комфортности.
На станции 4 пути, уложенные в виде парка-трапеции. Между первым и вторым путями расположена островная платформа. С восточной стороны станции расположено деревянное здание вокзала с залом ожидания и билетной кассой.
Кроме пассажирской платформы и вокзала, на станции имеются погрузочно-разгрузочная эстакада, грузовая платформа, а также подъездной путь в сторону деревни Куйвози, начинающийся в северной горловине станции.

## Переезд Грузино
Пересечение Второй Кольцевой дороги с железной дорогой Приозерского направления.
Стал известен в связи с крупным происшествием, которое произошло на переезде 25 июля 2010 года в 6:15, когда грузовой автомобиль, нарушив ПДД, выехал на закрытый переезд.
Произошло столкновение грузовика с поездом, машину отбросило на здание переезда.
Строение обрушилось, пострадала дежурная по переезду — сотрудница РЖД.
Работы по восстановлению нормальной работы переезда заняли около суток, за это время скорость движения была существенно ограничена.

## Автобусная станция
От станции Грузино начинаются муниципальные автобусные маршруты:
- № 610 до деревни Керро, протяжённость 13,1 км
- № 612 до деревни Гарболово, протяжённость 5,9 км
- № 613 до деревни Матокса, протяжённость 14,3 км
- № 614 до посёлка Заводской, протяжённость 10,1 км
- № 616 до деревни Нижние Осельки, протяжённость 19 км
- № 617 до посёлка Лесное, протяжённость 18,9 км
- № 620 до садоводства «Пески», протяжённость 18,2 км, (сезонный)[9]

## Фотогалерея

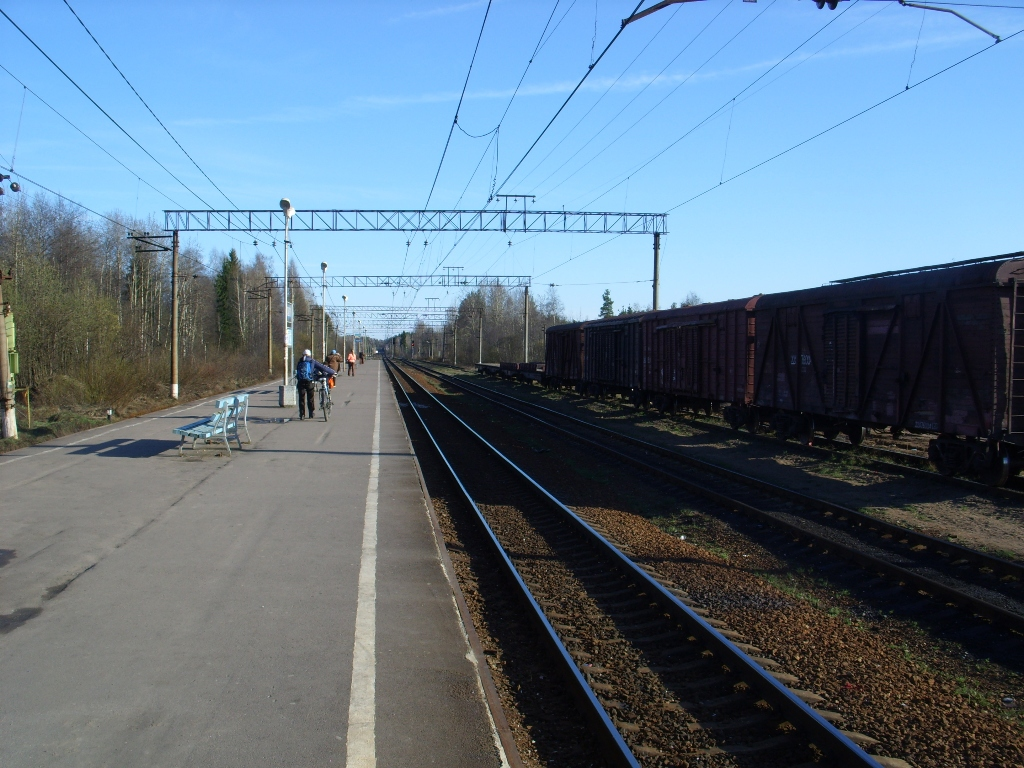
Вид в южном направлении
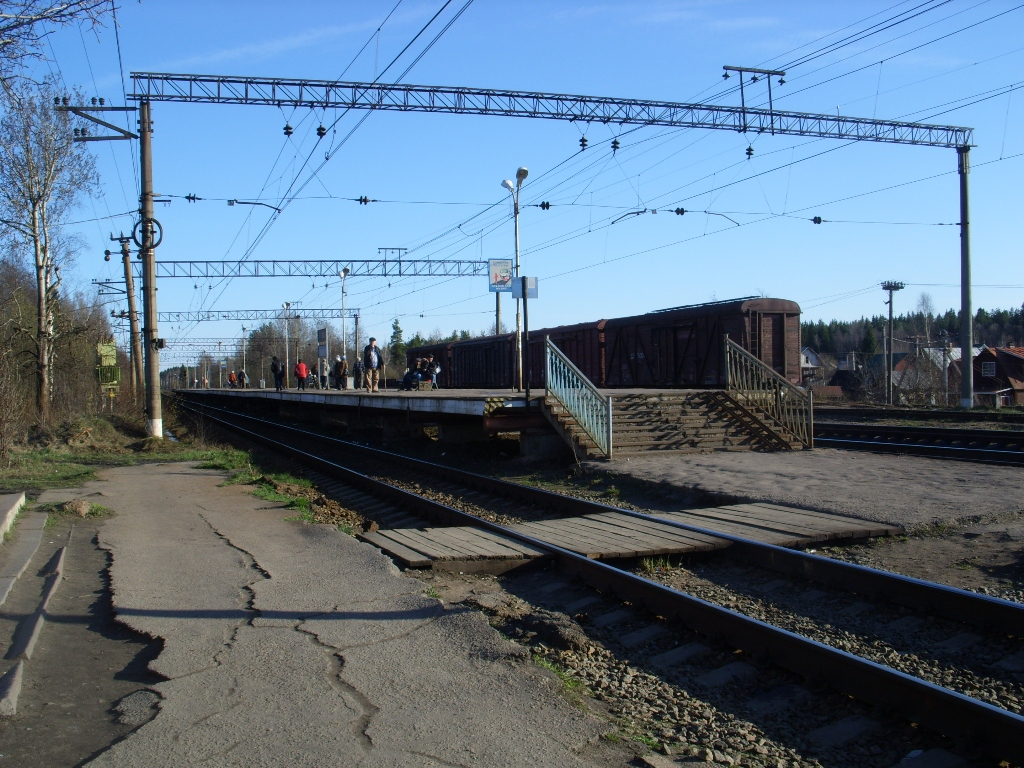
Платформа станции
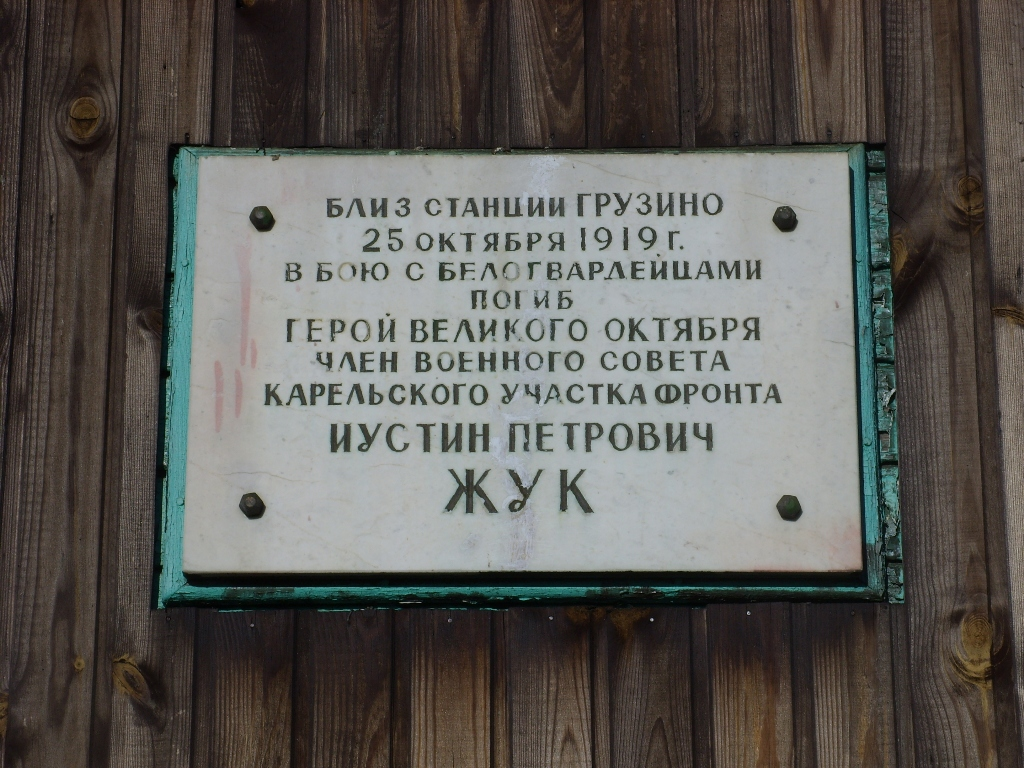
Мемориальная доска
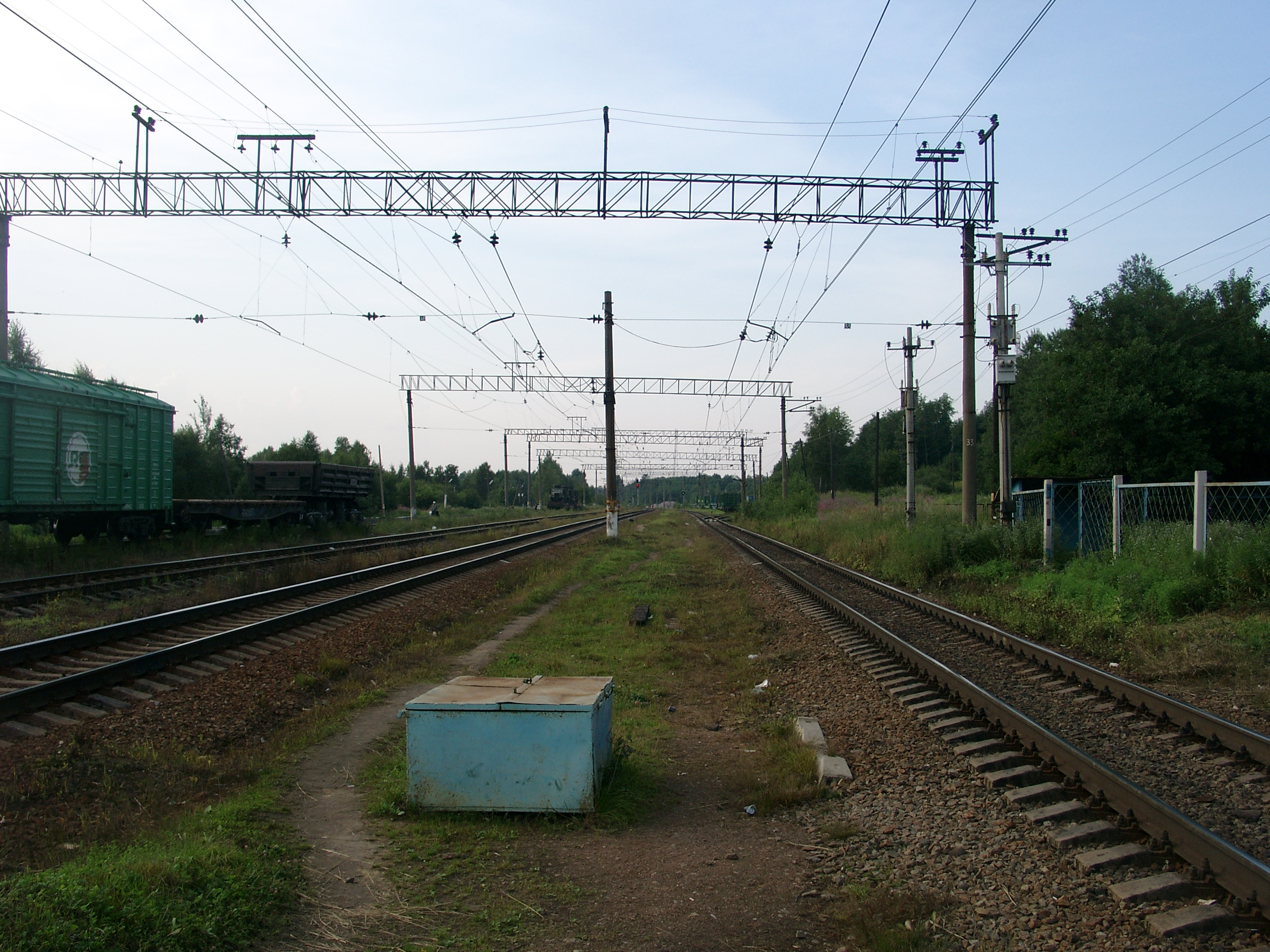
Вид в северном направлении
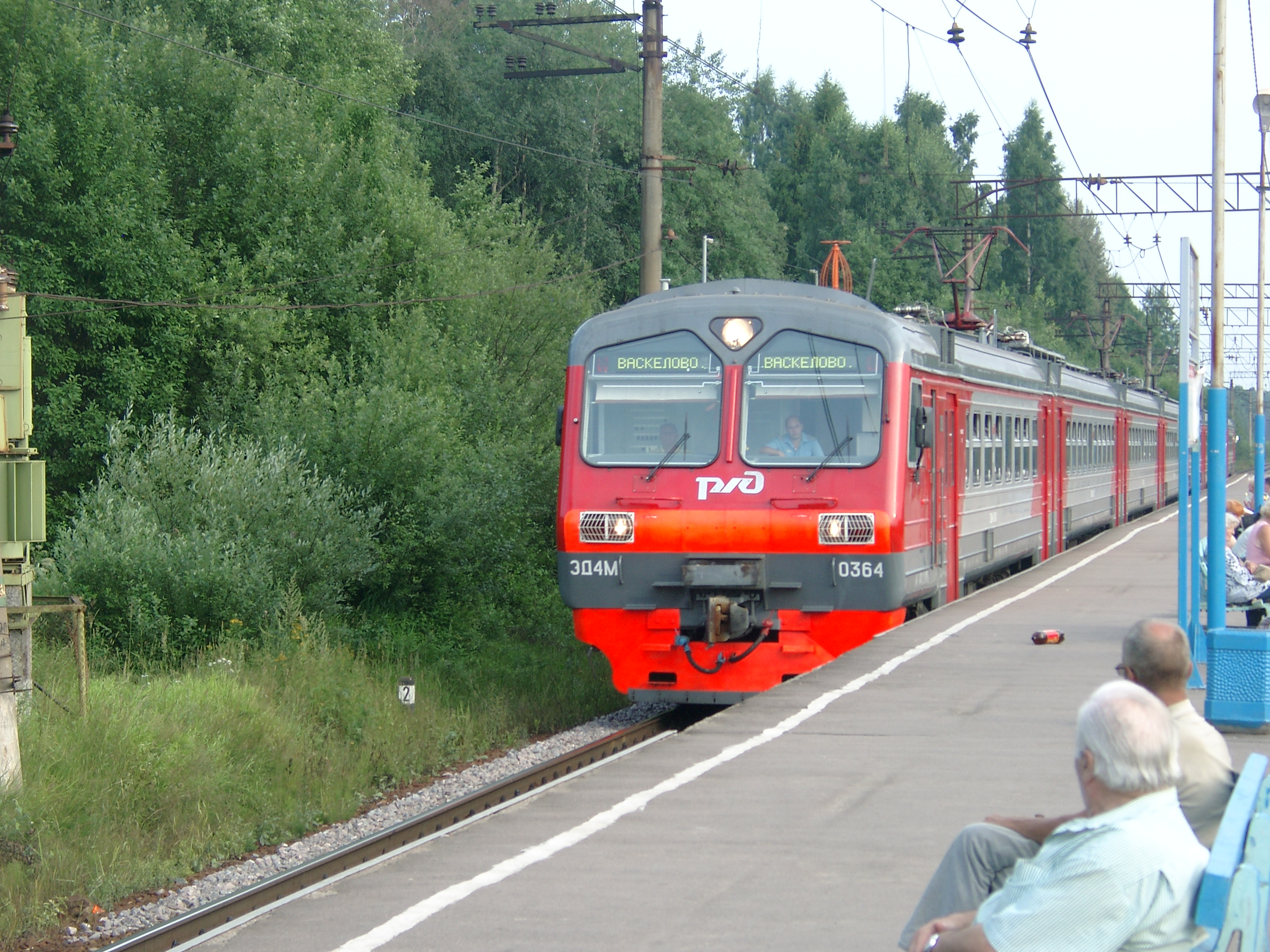
Электропоезд на Васкелово у платформы
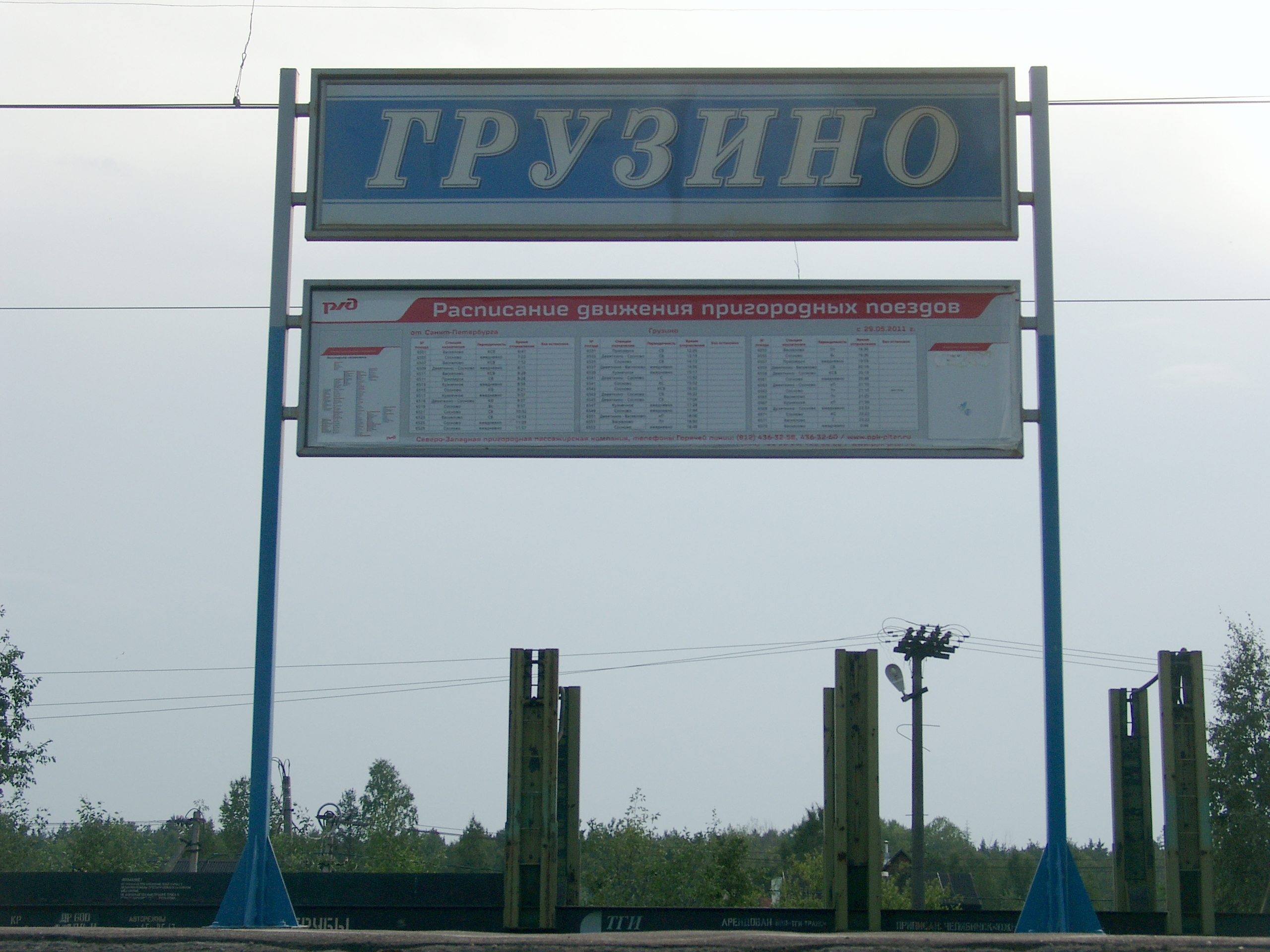
Указатель с названием образца 2008 г.
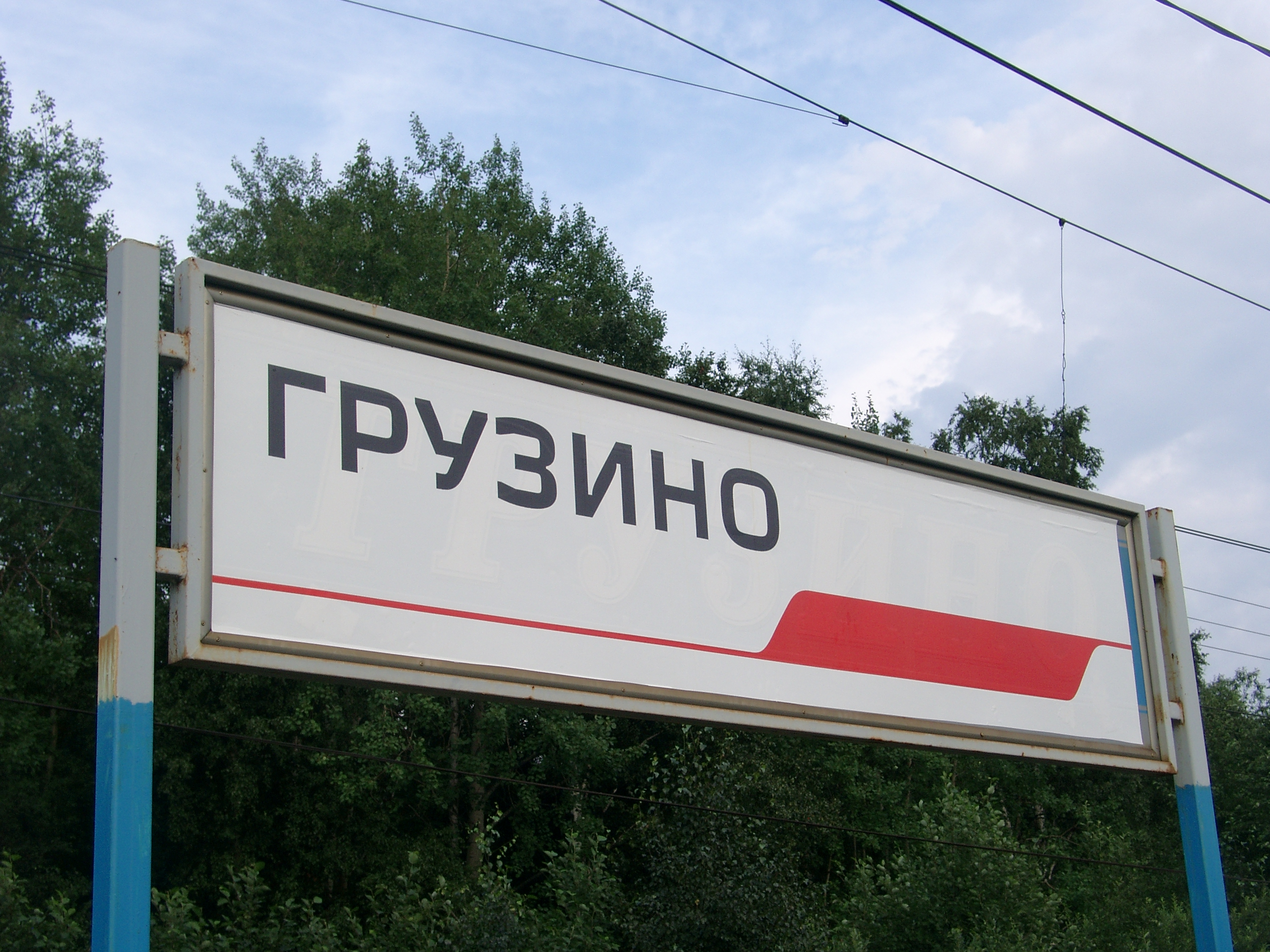
Новый указатель с названием. 2011 г.